# Henge de Roda
L'henge de Roda, també conegut com A Roda, és una estructura megalítica pertanyent al llogaret de Roda, dins el municipi de Barreiros, a Galícia. És la primera estructura d'aquestes característiques que es descobreix i investiga a la península Ibèrica.

## Descobriment
Va ser descoberta l'any 2006, quan es va artigar el tram entre Barreiros i Reinante de l'autovia del Cantàbric. Malgrat que ja se sabia que existia un jaciment arqueològic a A Roda, es pensava que era un castre més, però els arqueòlegs que supervisaven els treballs comprovaren que la ceràmica era molt anterior a l'època dels castres, i l'estructura era massa petita per ser un castre.
Després de la troballa, el traçat de l'autovia es va modificar i a hores d'ara el jaciment es conserva en una parcel·la pertanyent al Ministeri de Transports. Als darrers anys, però, l'estructura es troba amenaçada per la mala herba i l'erosió.

## Descripció
És un cercle lític (henge) d'uns 50 m de diàmetre, construït fa uns 3.700 anys. Les restes de l'henge es troben en una plana a la baixada de la muntanya, des de la qual hi ha una panoràmica de la zona. Consta d'un fossat exterior de tres i quatre m de diàmetre i un de profunditat. El cercle el componen dos murs de pedra, entre els quals es diposità la terra del fossat. Al costat de l'entrada hi ha una pedra que podria ser un dels menhirs que en delimitaven l'accés.
Al municipi de Xove, durant les obres del corredor costaner entre San Cibrao i Celeiro se'n trobà una altra formació semblant. Un altre henge es podria trobar a Coeses, al municipi de Lugo, encara sense estudiar.